# Cuội (đá)

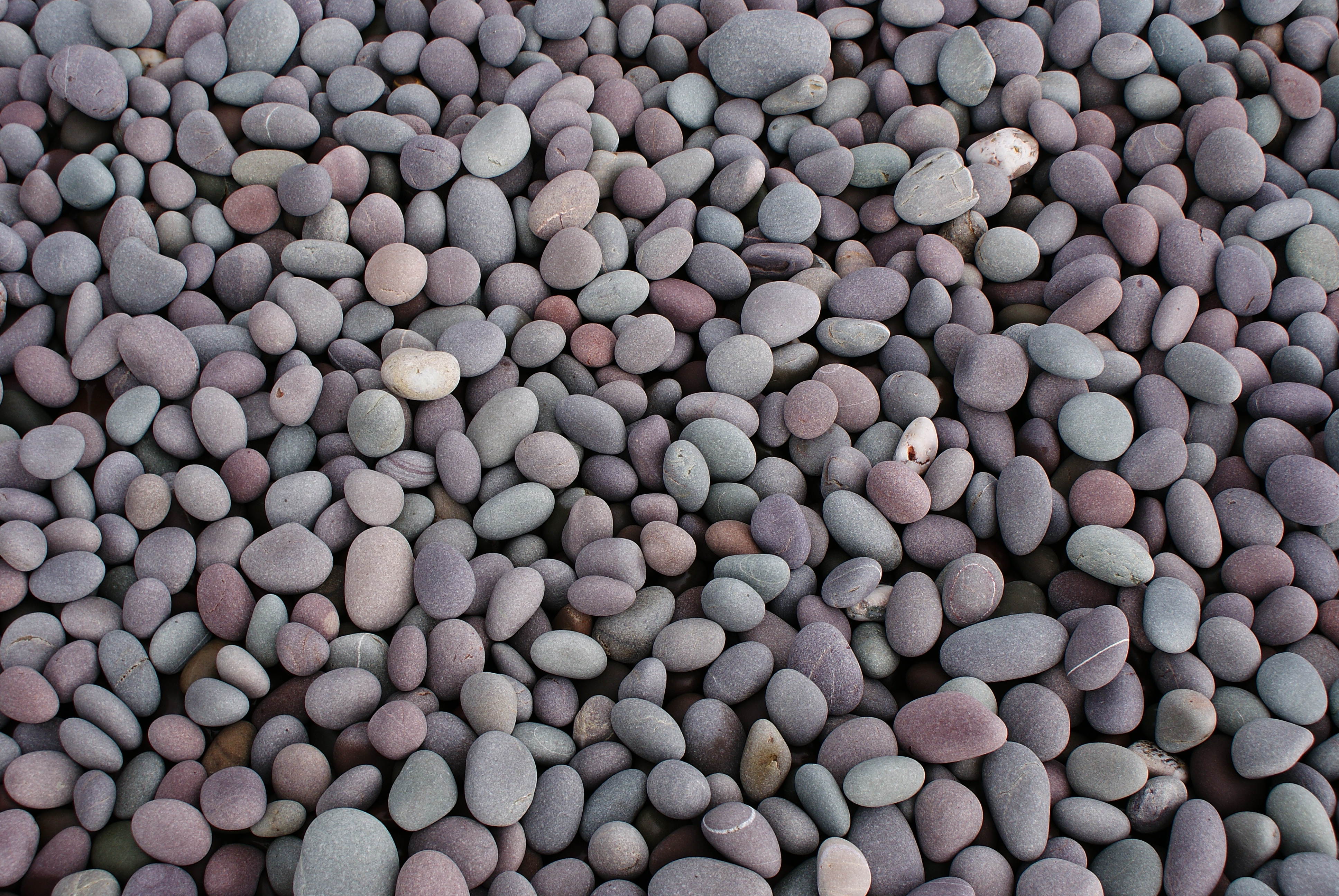
Bãi cuội ở Somerset, Anh

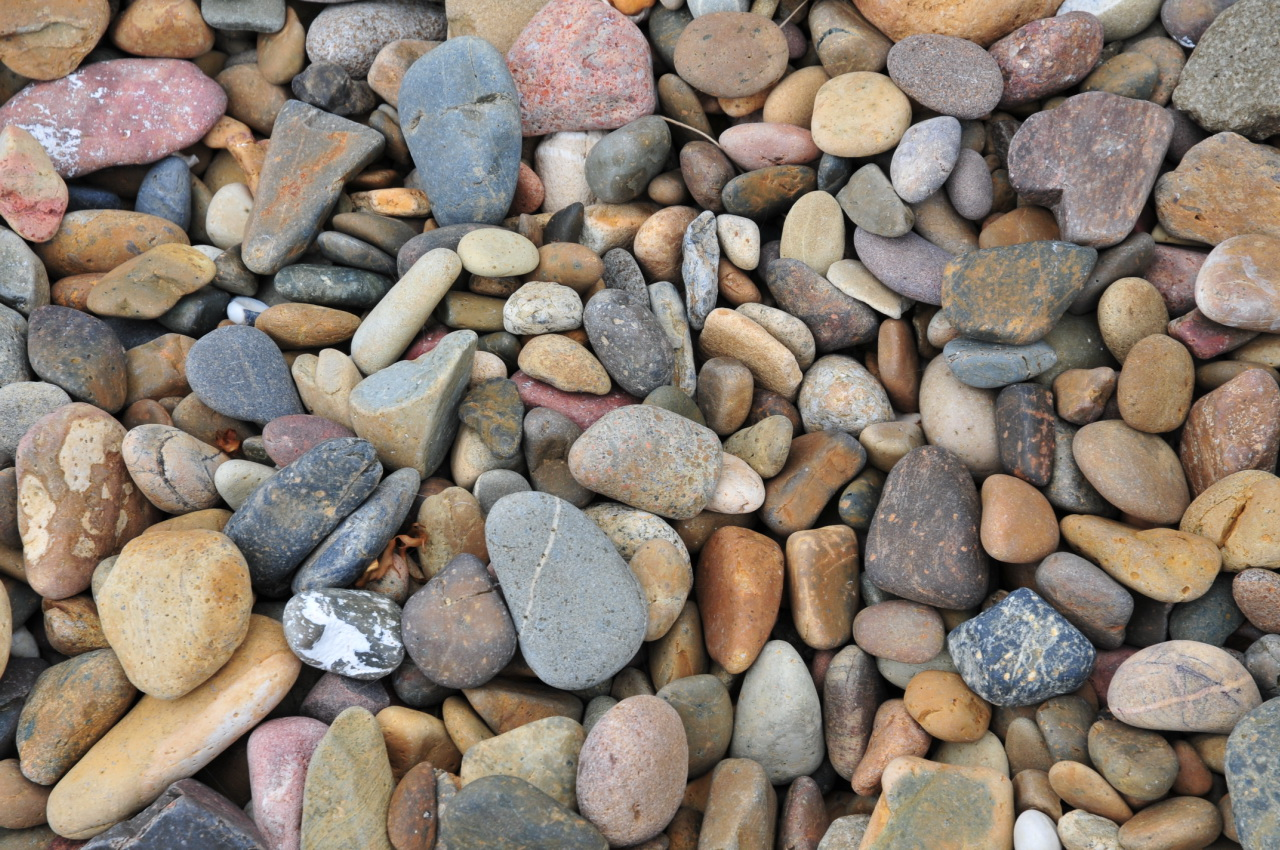
Bãi cuội ở Broulee, Úc

Cuội hay đá cuội là một loại đá mảnh vụn được mài tròn do gió, nước chảy, sóng biển, kích thước từ 10 – 25 mm (cuội nhỏ) đến 50 – 100 mm (cuội lớn). Theo thang trầm tích của Krumbein thì kích thước cuội nằm trong khoảng 4 đến 64 mm. Đá hình thành từ cuội được gọi là cuội kết. Các công cụ bằng cuội do con người chế tạo cổ nhất được xác định có tuổi vào thời kỳ đồ đá cũ.
Bãi biển có thành phần chủ yếu là cuội thường được gọi là bãi biển cuội. Loại bãi biển này có đặc điểm là bờ biển bị xâm thực bởi hoạt động của sóng.
Các hạt cuội có rất nhiều màu sắc và kiểu mẫu khác nhau, và chúng có thể có nhiều đặc điểm giống thạch anh và đá trầm tích có nhiều màu sắc khác nhau. Độ mài tròn của cuội phụ thuộc vào mức độ tác động của sóng biển hay dòng chảy. Cuội thường tích tụ bên trên mực nước cao. Đá cuội được sử dụng để đúc bê tông, vật liệu trang trí, ốp lát, làm đá rửa granito, lọc nước.